# Claudius Weber
Claudius Weber, né en 1966 à Menziken, est un artiste conceptuel, sculpteur et musicien suisse.

## Biographie
Claudius Weber est le fils du peintre Adolf Weber. Né en Argovie il se forme à la Schule für Gestaltung de Lucerne, où il participe à la scène artistique et gère de 1993 à 2000 l'espace d'art contemporain «2+2». En 2002, il déménage en Suisse romande où il entreprend une œuvre de sculpture en miniature avec des matériaux pauvres - plastique, liège, noyaux, os et bois. Son travail contient des éléments d'anthropologie et d'archéologie de l'art, dont rend compte sa production de livres d'artistes. Claudius Weber est également guitariste, artiste du spoken word et fait partie depuis 2006 du comité des éditions art&fiction.

## Expositions (sélection)
- 2016 Sculptures de poche et Global Risks Map, Atelier-Galerie J.-J. Hofstetter, Fribourg
- 2011 arkhaiologia. Archäologie in der zeitgtenössischen Kunst, Centre PasquArt, Biel/Bienne
- 2011 Vren Attinger. Marie-Laure Desbiolles. Claudius Weber, Atelier-Galerie J.-J. Hofstetter, Fribourg
- 2010 Mode de vie, un index, Palais de Rumine, Lausanne
- 2010 Mode de vie, une bibliothèque, Halle nord, Genève
- 2009 In the box. Exposition des artistes visarte suisse, Halle Usego, Sierre
- 2008 Natura morte - still alive, Galerie Goldenes Kalb, Aarau
- 2007 Beautiful, Musée Arlaud, Lausanne
- 2007 Objektbetrachtungen, Kaskadenkondensator, Bâle
- 2007 Auswahl 07, Aargauer Kunsthaus Aarau
- 2007 Le visage évident, art&fiction, Lausanne
- 2006 Will Kommen, Galerie Goldenes Kalb, Aarau
- 2005 Déjeuner, Kunstpanorama, Lucerne
- 1999 Freunde des objektiven Wohnens, Binz 39, Zürich
- 1999 Salon 99, Aargauer Kunsthaus Aarau
- 1999 (Teil II), Kunstmuseum Luzern
- 1998 (Teil I), Kunstmuseum Luzern
- 1998 Spurensuche - Das Bild des Menschen in der Schweizer Gegenwartskunst, Seedamm-Kulturzentrum, Pfäffikon
- 1997 Szene Luzern, Reithalle Bern
- 1997 Part 1, Parzelle für junge Kunst, Binningen
- 1995 Giulia Fioretti Installation. Claudius Weber Gespräche, Kunstraum Aarau

## Livres d'artistes, publications
- Jeu de l'oie sans retour (Pop up for Paris), (avec Stéphane Fretz et Michael Rampa), livre unique, art&fiction, 2005
- Falsch-Studien, art&fiction, Galerie Goldenes Kalb, 2007
- Laboratoire labyrinthe, Association des musées de Pully et art&fiction, 2010
- Mode de vie, art&fiction, 2010
- Meine Sammlungen, art&fiction, 2011
- Archäologische Kunst, Referenzen eines Banausen, art&fiction, 2012